# Rainfroi de Vienne
Rainfroi (Ragenfred), mort vers avril 906 ou 907, est un archevêque de Vienne, de la toute fin du IXe siècle et du début du Xe siècle.

## Biographie
Aucune source ne permet actuellement de connaître les origines Rainfroi (Ranfroy), que l'on trouve également sous les formes Ragenfred/Raganfred (Ragenfredus Rostagnus, Rigofridus ou encore Raganfridus). Charvet (1761) indique qu'il devait appartenir à une famille illustre pour accéder au siège archiépiscopal de Vienne.
Rainfroi est consacré le 28 janvier 899, par l'archevêque d'Embrun, Arnaud (Arnoul/Arnold). La cérémonie se déroule en présence de nombreux prélats (Maurienne, Grenoble, Belley, Digne, Toulon, Valence), et comtes de la région.
Il reçoit le titre de « chef des notaires du sacré Palais » (Sacri palatii nostri notaiorum summus) et obtient les fonctions d'archichancelier du roi Louis III l'Aveugle. Il l'accompagne ainsi, en 900, en Italie.
Il reçoit plusieurs diplômes du roi entre 902 et 905, mentionnés avec d'autres documents dans le Regeste dauphinois. Il apparaît dans les documents jusqu'au 26 octobre 905.
L'année de sa mort n'est pas connue exactement. Selon le Catalogue, il serait mort le « 30 avril, de la neuvième année de son épiscopat ». Ulysse Chevalier donne, dans sa Notice chronologico-historique (1879), le 30 avril 907, puis, dans le Regeste dauphinois (1912), le 30 avril (906) ou le 16 avril (907). L'abbé et historien Louis Duchesne (1907) et l'historien René Poupardin (1901) retiennent le 30 avril 907.
Son corps est enseveli dans Saint-Pierre de Vienne,.

## Confusion
Différents auteurs mentionnent un Rostaing (Rostagnus),, qui selon Chevalier aurait pris le titre d'archevêque alors qu'il ne fut probablement que son coadjuteur et chorêvêque,. Mentionné comme « Rostagnus episcopus », sans précision, dans un document du 23 mai, sans année, au cours du règne de Conrad le Pacifique. René Poupardin (1901) considère qu'il peut s'agir de Rostaing d'Uzès.

### Regeste dauphinois
1. 1 2 3  Regeste dauphinois, p. 169, Tome 1, Fascicules 1-3, Acte no 994 30 avril (906) ou 16 avril (907) (présentation en ligne).
2. ↑  Regeste dauphinois, p. 159, Tome 1, Fascicules 1-3, Acte no 931 (novembre/décembre 899) (présentation en ligne).
3. 1 2  Regeste dauphinois, p. 159, Tome 1, Fascicules 1-3, Acte no 930 28 janvier 899 (présentation en ligne).
4. ↑  Regeste dauphinois, p. 165-169, Tome 1, Fascicules 1-3, Actes no 973 17 avril 902/3, no 976 16 juin (vers 903), no 980 21 avril 904, no 981 31 octobre (904), no 990 26 octobre (905) (présentation en ligne).
5. ↑  Regeste dauphinois, p. 165, Tome 1, Fascicules 1-3, Acte no 976 16 juin vers 903 (présentation en ligne).

### Autres références
1. 1 2 3 4 5 6 7  Ulysse Chevalier, Notice chronologico-historique sur les archevêques de Vienne : d'après des documents paléographiques inédits, Vienne, 1879, 18 p. (lire en ligne), p. 11.
2. 1 2 3 4  Louis Duchesne, Fastes épiscopaux de l'ancienne Gaule. Provinces du Sud-Est (tome premier), Paris, Albert Fontemoing. Anc. Thorin et fils, 1907, 2e éd., 376 p. (lire en ligne), p. 211.
3. 1 2 3 4 5  René Poupardin, Le Royaume de Provence sous les Carolingiens, 855-933, Paris, Librairie Émile Bouillon, 1901, 468 p. (lire en ligne), p. 251-254, Appendice n°8.
4. 1 2 3  Claude Charvet, Histoire de la sainte église de Vienne, 1761, Chez C. Cizeron, 798 p. (lire en ligne), p. 239-246.
5. 1 2  René Poupardin, Le Royaume de Provence sous les Carolingiens, 855-933, Paris, Librairie Émile Bouillon, 1901, 468 p. (lire en ligne), p. 158.
6. 1 2  René Poupardin, Le Royaume de Provence sous les Carolingiens, 855-933, Paris, Librairie Émile Bouillon, 1901, 468 p. (lire en ligne), p. 253-254, Appendice n°8.